# Källakademin
Källakademin eller Akademin för de friska källorna är en svensk förening som uppmärksammar kallkällor och andra vattenkällor i Sverige.
Källakademin har sedan 1970-talet utsett Årets källa och anordnar årligen vandringar till intressanta källor i landet. Föreningen grundades 1978 vid Brudarnas källa i Algutsboda i Småland. Föreningen uppger sig ha omkring 280 medlemmar. Både privatpersoner och juridiska personer kan vara medlemmar i föreningen.
Källakademin har utgivit boken Källor i Sverige och rapporten Källor i Småland och på Öland.